# 165e régiment d'infanterie (5e régiment d'infanterie hanovrien)
Pour les articles homonymes, voir 165e régiment.
Le 165e régiment d'infanterie (5e régiment d'infanterie hanovrien) est une unité d'infanterie de l'armée prussienne.

## Histoire

### Armée hanovrienne
L'unité est créée le 24 mars 1813 sous le nom de bataillon léger de campagne « Lunebourg » de l'armée électorale brunswickoise-lunebourgeoise (de). À Lunebourg, qui fait alors encore partie du royaume de Westphalie, le lieutenant-colonel Albrecht von Estorff, au nom du colonel von Tettenborn, appelle à la formation volontaire d'un régiment de hussards. Les « Chasseurs d'Estorff » sont issus de ce régiment lors de la guerre contre la France napoléonienne. La première bataille contre les Français a lieu à Lunebourg le 2 avril 1813. En août 1813, le bataillon est incorporé à la Légion russo-allemande du général von Wallmoden-Gimborn. Le 25 janvier 1814, les bataillons de la Landwehr de Lunebourg, Celle, Gifhorn et le bataillon de campagne de Lunebourg sont fusionnés pour former le régiment d'infanterie de Lunebourg.

#### Guerre de la Septième Coalition
Dans la guerre de la Septième Coalition, l'association participe aux batailles des Quatre-Bras et de Waterloo lors de la campagne d'été 1815.

#### Première guerre de Schleswig
À l'occasion du soulèvement du Schleswig-Holstein en 1848, les troupes de l'armée de Hanovre sont mobilisées. Le régiment est déployé près de Düppel le 5 juin 1848.

#### Guerre des Duchés
Lors de la guerre contre le Danemark en 1864, le régiment ne participe pas activement aux opérations de combat. Il occupe simplement certaines parties du Holstein et est déployée pour protéger les bouches de l'Elbe (de) et de la Weser à Bremerhaven, Neuhaus et Stade.

#### Guerre austro-prussienne
Durant la guerre contre la Prusse, le régiment participe à la bataille de Langensalza le 27 juin 1866. Après la capitulation, le royaume de Hanovre est occupé par la Prusse puis annexé et le régiment est dissous avec l'armée.

### Armée prussienne
Dans le cadre de l'augmentation de l'armée, le 165e régiment d'infanterie est créé le 1er avril 1897. Le 1er bataillon est formé à partir des 4e bataillons des 79e (de) et 82e (de) régiments d'infanterie et le 2e bataillon est formé à partir des 77e (de) et 92e (de) régiments d'infanterie. Bataillon. Le quartier général du régiment et le 1er bataillon se trouvent à Goslar (à partir de 1909 à Quedlinbourg), le 2e bataillon est stationné à Blankenburg.
Le régiment est initialement subordonné au 10e corps d'armée. Il forme, avec le 164e régiment d'infanterie, la 82e brigade d'infanterie dans la 20e division d'infanterie. Le 24 janvier 1899, Guillaume II décrète que le régiment doit être considéré comme successeur de l'ancien 4e régiment d'infanterie de l'armée hanovrienne et fixe la date de fondation au 24 mars 1813. En même temps, l'unité reçoit une désignation de pays et s'appelle jusqu'à sa dissolution le 165e régiment d'infanterie hanovrien
En mai 1899, la subordination change. Le régiment passe au 4e corps d'armée et forme, avec le 27e régiment d'infanterie, la 14e brigade d'infanterie dans la 7e division d'infanterie.
En 1909, le 1er bataillon et l'état-major du régiment s'installent dans la nouvelle caserne d'infanterie de Quedlinbourg (de). Le 3e bataillon du régiment s'y installe dans les semaines suivantes et s'installe également dans cette caserne. Le 2e bataillon a sa garnison à Blankenburg.

#### Première Guerre mondiale
Au début de la Première Guerre mondiale, le régiment est mobilisé le 2 août 1914 et intègre le 4e corps d'armée entre dans le nord de la France via la Belgique neutre. Ici, il subit de lourdes pertes lors de la bataille de la Marne, de sorte que les 1er et 2e bataillons doivent être combinés.  Par remplacement, les 1er et 2e bataillons sont reconstitués le 16 octobre 1914 avec trois compagnies chacun et à partir du 7 décembre 1914, chaque bataillon compte à nouveau quatre compagnies. En 1915, le régiment participe sur le front occidental aux batailles de l'Aisne, à la bataille de l'Artois, à la bataille d'automne de La Bassée et d'Arras et à la bataille de Loos. En 1916, la guerre des tranchées s'ensuit en Artois et en Flandre. En octobre 1916, le régiment reçut une 2e et une 3e compagnie de mitrailleuses. D'avril à mai 1917, l'unité participe à la bataille du printemps d'Arras puis combat en Flandre. En 1918 le régiment est de nouveau en Artois, en Flandre, près d'Ypres, sur l'Avre et le Matz. Après de nouvelles lourdes pertes, le 1er bataillon doit être dissous le 20 septembre 1918. Quelques jours plus tard, un premier bataillon est à nouveau constitué à partir d'éléments du 184e régiment d'infanterie dissous. Lors des combats de Souain, les 2e et 3e bataillons sont presque entièrement détruits. Les restes forment chacun une entreprise. Au début d'octobre 1918, le régiment est tellement décimé que les soldats restants sont formés en un bataillon de combat. Le groupe régimentaire est temporairement rétabli au milieu du mois. Lors des combats de Fleury, le 1er bataillon est fait prisonnier fin octobre 1918.

#### Après-guerre
Après l'armistice de Compiègne, les restes du régiment retournent dans leurs garnisons d'origine, où ils arrivent le 24 décembre 1918 et sont ensuite démobilisés. Diverses formations libres sont formées à partir des unités individuelles des troupes. L'état-major forme l'état-major du 1er régiment des fusiliers dans le corps volontaire de fusiliers d'État. En outre, le bataillon de volontaires "Gruson" ainsi qu'une compagnie de volontaires et une compagnie de mitrailleuses de volontaires sont constitués à partir du 3e bataillon. Ces formations sont absorbées par le 8e régiment de fusiliers lors de la formation de la Reichswehr provisoire en juin 1919.
La tradition est reprise dans la Reichswehr par un décret du 24 août 1921 du chef du commandement de l'armée, le général d'infanterie Hans von Seeckt, par la 6e compagnie du 12e régiment d'infanterie à Quedlinbourg.

## Commandants
| Grade          | Nom                      | Date                               |
| -------------- | ------------------------ | ---------------------------------- |
| Oberst         | Ludwig Koenigk           | 1er avril 1897 au 17 avril 1900    |
| Oberst         | Fritz von Weller (de)    | 18 avril 1900 au 17 avril 1903     |
| Oberst         | Paul von Gregory         | 18 avril 1903 au 10 septembre 1907 |
| Oberst         | Konrad Hardt             | 11 septembre 1907 au 18 juin 1909  |
| Oberst         | Karl von Kehler          | 19 juin 1909 au 17 février 1913    |
| Oberst         | Burghard von Oven (de)   | 18 février 1913 au 7 août 1914     |
| Oberst         | Johannes von Dassel (de) | 14 août 1914 au 24 janvier 1915    |
| Oberstleutnant | Feodor von Puttkamer     | 25 janvier 1915 à février 1918     |
| Oberstleutnant | Ernst von Beyer (de)     | Février au 8 mars 1918             |
| Major          | Paul von Weller          | 9 mars 1918 à janvier 1919         |
| Major          | Ernst Gruson (de)        | 10 janvier 1919 à la dissolution   |

## Uniforme
Le régiment est basé sur l'uniforme typique de la bataille de Waterloo : un manteau coloré avec des manchettes brandebourgeoises rouges, des épaulettes rouges avec des chiffres jaunes et un aigle doublé jaune avec un bandeau. À l'occasion de la dénomination en 165e régiment d'infanterie hanovrien, Guillaume II, décerne à l'unitéle bandeau de casque avec l'inscription « Waterloo ».

## Cénotaphes
Plus de 3 600 membres du régiment perdend la vie pendant la Première Guerre mondiale. Pour commémorer cela, un monument est érigé à l'église du marché de Quedlinbourg (de) le 27 juillet 1924. En 1930, il est placé devant le mess des officiers du 2e bataillon, unité traditionnelle du 165e régiment d'infanterie, sur la Waterlooplatz. En 1946, il est démantelé et détruit après la Seconde Guerre mondiale.